# Mitterhof (Waldsassen)
Mitterhof ist ein Gemeindeteil der Stadt Waldsassen im oberpfälzischen Landkreis Tirschenreuth in Bayern.

## Geographie
Mitterhof liegt im Oberpfälzer Wald, nahe der Grenze zur Tschechischen Republik. Die Einöde liegt eineinhalb Kilometer nordöstlich von Waldsassen am linken Ufer der Wondreb.

## Geschichte
Das bayerische Urkataster zeigt Mitterhof in den 1810er Jahren als stattlichen Vierseithof, der knapp westlich der Wondreb liegt. Von den bayerischen Gemeindeedikten bis in die 1970er Jahre hinein gehörte Mitterhof zur Gemeinde Münchenreuth. Als die Gemeinde Münchenreuth mit der bayerischen Gebietsreform ihre Selbstständigkeit verlor, wurde Mitterhof zusammen mit den übrigen Gemeindeteilen in die Stadt Waldsassen eingegliedert.

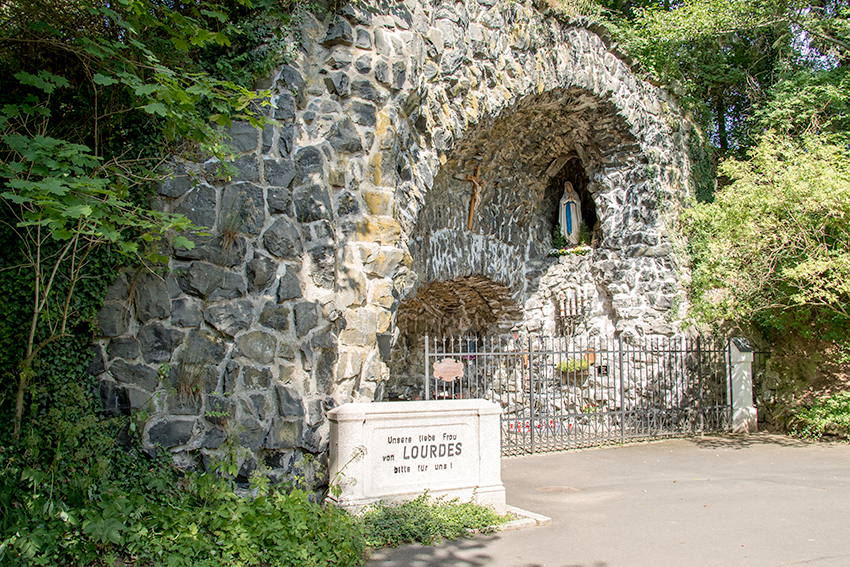
Die 300 Meter südöstlich des Ortes gelegene „Lourdes-Grotte“

### Bevölkerungsentwicklung
| Jahr      | 001900 | 001925 | 001950 | 001961 | 001970 | 001987 |
| Einwohner | 22     | 36     | 22     | 21     | 8      | 5      |

## Baudenkmäler
- Liste der Baudenkmäler in Mitterhof